# گوردون براون (بازیکن فوتبال، زاده ۱۹۳۳)
گوردون براون (انگلیسی: Gordon Brown؛ ۳۰ ژوئن ۱۹۳۳ – اوت ۲۰۰۵ (۷۲ ساله)) بازیکن فوتبال اهل انگلستان بود.
از باشگاه‌هایی که در آن بازی کرده‌است می‌توان به باشگاه فوتبال بارو، باشگاه فوتبال ولورهمپتون واندررز، باشگاه فوتبال اسکانتورپ یونایتد، باشگاه فوتبال دربی کانتی، باشگاه فوتبال ساوت‌همپتون، باشگاه فوتبال ساوتپورت و باشگاه فوتبال مورکم اشاره کرد.